# Ángel Garó
Pour les articles homonymes, voir Garo.
Ángel Garó est un acteur comique andalou né le 12 janvier 1965 à La Línea de la Concepción.
Il habite à Malaga.
Il devient très populaire dans les années 1990 grâce à ses interventions dans le programme Un, dos, tres et son spectacle théâtral Personas humanas. Il a doublé tous les personnages du film FernGully: The Last Rainforest pour l'Espagne et participé à divers programmes comme Noche de Fiesta ou Mira quien baila.